# Julius Fučík (dziennikarz)

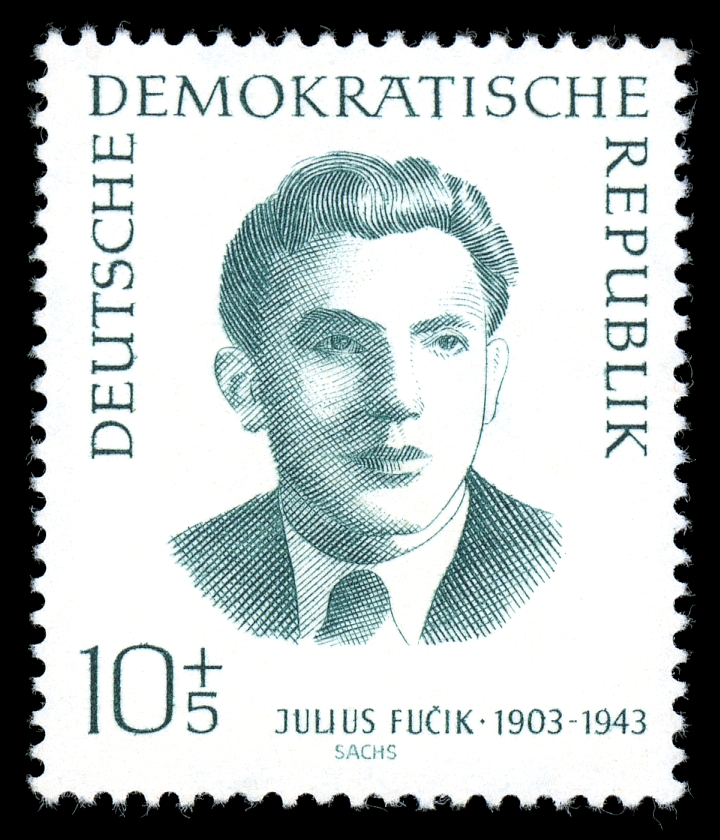
Julius Fučík, znaczek pocztowy, NRD

Julius Fučík (ur. 23 lutego 1903 w Pradze, zm. 8 września 1943 w Berlinie) – czeski dziennikarz, działacz Komunistycznej Partii Czechosłowacji, zamordowany przez nazistów.
Siedząc w więzieniu na Pankrácu, napisał m.in. antywojenny Reportaż spod szubienicy (cz. Reportáž psaná na oprátce). Oskarżył w nim faszystów o zbrodnie popełnione na czeskich patriotach. Jest to relacja świadka, a zarazem ofiary hitleryzmu, mówiąca o wytrwałości, odwadze, poświęceniu ludzi walczących w obronie ojczyzny i wyjątkowa pozycja przekazująca doznania towarzyszące człowiekowi skazanemu na śmierć. 
Był patronem ulicy w Warszawie. W 2010 r. patronem tej ulicy został kompozytor Julius Fučík, który był jego stryjem.

## Legenda Fučíka i kontrowersje
Według innych informacji Julius Fučík był agentem NKWD współpracującym z Gestapo, która umożliwiła mu wyjazd do Ameryki Południowej. Argument, iż Reportaż spod szubienicy jest mistyfikacją (notatki skazanego nie miały prawa opuścić więzienia III Rzeszy) został podniesiony m.in. w czasie Praskiej Wiosny. Odsłonięty w 1979 pomnik Juliusa Fučíka w Pradze został po 1989 usunięty, a w 2013 roku - w 110. rocznicę urodzin – odsłonięty ponownie na Cmentarzu Olszańskim.
Zarzuty wobec Fučíka nie potwierdziły się.

## Prace
- Julius Fučík: Reportaż spod szubienicy. Warszawa: Książka, 1947, s. 110. OCLC 560995272.